# Flow Country
| Locatie | In de graafschappen van Caithness en Sutherland in het noorden van Schotland. |
| Type    | Veen                                                                          |
| Water   | zuur, vers                                                                    |
| Gebied  | 4000 km².                                                                     |

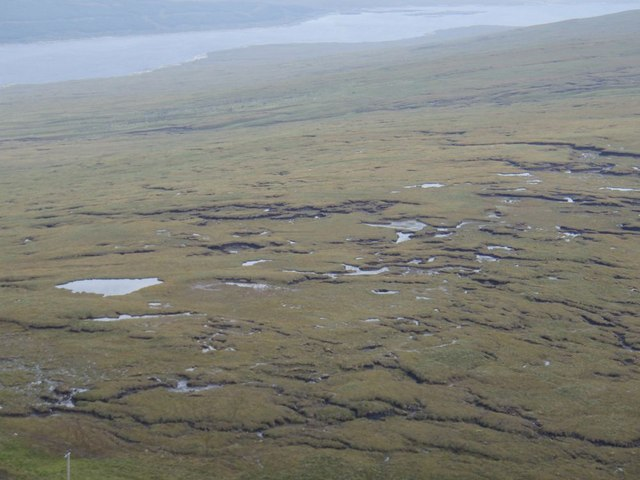
Flow Country

Flow Country is de naam gegeven aan een groot turfland en draslandgebied in Caithness en Sutherland in Schotland.
Flow Country is het grootste gebied van golvend hoogveen in Europa, en bedekt ongeveer 4.000 vierkante kilometer.
Het gebied is het huis van een grote diversiteit aan leven. Het is de broedplaats van veel vogels, zoals de groenpootruiter, de bonte strandloper, het smelleken en de goudplevier.
De Flow Country werd in de periode 1979-1987 zwaar beschadigd door onder andere het planten van coniferen. De bomen droogden het veen uit, veranderden het landschap en vernietigden de leefomgeving van vogels en andere dieren. De bomen werden vooral geplant op het land gekocht door Fountain Forestry. Deze organisatie wist dat dit aantrekkelijk was voor rijke investeerders aangezien zij op deze manier belastingverlaging konden aanvragen. Het droogleggen van het veen en het planten van de bomen hielp de lokale werkloosheid op te lossen. In 1987 stuurde de Nature Conservancy Council (NCC) een rapport naar Londen over hoe Flow Country ten onder ging. De Schotten waren woedend over deze bemoeienis en lieten de Conservative Party de NCC ontbinden en een aparte Schotse organisatie oprichten, genaamd Scottish Natural Heritage. In 1988 besefte Nigel Lawson dat het planten van de bomen enorme schade had toegebracht aan het laatste stukje echte wildernis in het Verenigd Koninkrijk. Hij stopte de belastingverlagingen voor het planten van bomen.
In een poging de schade te herstellen kocht de Royal Society for the Protection of Birds (RSPB) een groot stuk land in het centrum van de Flow Country en liet het natuurgebied Forsinard aanleggen. Meer dan 20 km² is teruggekocht van Fountain Forestry. De dode bomen zijn achtergelaten in de hoop dat het rottingsproces binnen 30 tot 100 jaar het veen zal herstellen.
De Flow Country werd in 2007 voorgedragen door het Verenigd Koninkrijk als mogelijk UNESCO werelderfgoed, en zeven specifieke delen die een gebied van 1.870 km² vertegenwoordigen, werden in 2024 tijdens de 46e sessie van de Commissie voor het Werelderfgoed ook effectief als dusdanig erkend omdat Flow Country wordt beschouwd als het meest opvallende voorbeeld van een actief accumulerend dekenveenlandschap. Dit veenlandecosysteem, dat zich de afgelopen 9.000 jaar heeft opgehoopt, biedt een diversiteit aan habitats met een aparte combinatie van vogelsoorten en vertoont een opmerkelijke diversiteit aan kenmerken die nergens anders op aarde te vinden zijn. Veengebieden spelen een belangrijke rol bij het opslaan van koolstof en de voortdurende turfvormende ecologische processen van het landgoed blijven op zeer grote schaal koolstof vastleggen, wat een belangrijke bron van onderzoek en onderwijs vertegenwoordigt.